# Une semaine de bonté
Une semaine de bonté (It: Una settimana di bontà) è un libro d'artista composto da illustrazioni, ideato e pubblicato dall'artista surrealista Max Ernst nel 1934. Il libro comprende 182 immagini create attraverso la tecnica del collage a partire da vecchie illustrazioni da enciclopedie e da altri romanzi di età vittoriana. 
Ernst aveva già composto altri libri di collage: Répétitions e Les Malheurs des immortels,  a partire dal 1922, anno in cui si era trasferito a Parigi, lavorando in collaborazione con il poeta e amico Paul Éluard. Ernst produsse anche moltissimi collage e dipinti basati sulla stessa tecnica. Successivamente, fra gli altri libri composti con lo stesso sistema si segnalano La femme de 100 têtes (1929) e Rêve d’une petite fille qui voulut entrer au Carmel (1930). 
Une semaine de bonté fu composto nel 1933, in sole tre settimane, durante un viaggio dell'artista in Italia. Alcune fonti dei collage di Ernst sono state identificate e fra queste si trovano le illustrazioni di un romanzo di Jules Mary, Les damnées de Paris, edito nel 1883, oltre ad alcuni lavori di Gustave Doré acquistati appositamente a Milano. Il romanzo completo fu poi pubblicato a Parigi nel 1934, in una serie di 5 libretti stampati ciascuno in 816 copie. 
La struttura dell'opera, anche se articolata in 5 volumi, è divisa in sette sezioni, chiamate con i nomi dei giorni della settimana a partire da domenica. I primi quattro volumi pubblicati coprivano ciascuno un giorno della settimana, mentre l'ultimo libretto  ne contiene tre: giovedì, venerdì e sabato. Ognuna delle sette sezioni è associata a un elemento e a una breve epigrafe. Le sezioni sono: domenica, associata al fango, lunedì, associata all'acqua, martedì, associata al fuoco, mercoledì, associata al sangue, giovedì, associata al nero, venerdì, associata alla vista, e sabato, associata all'ignoto. Inoltre, la sezione intitolata giovedì è divisa in due parti, basate su due esempi di "nerezza", mentre la sezione intitolata venerdì è suddivisa in "tre poemi visibili".